# Abadía de Vabres
La abadía de Vabres fue un establecimiento religioso fundado en 861 en Vabres-l'Abbaye, Francia.
Los normandos habían obligado a los monjes de los monasterios cercanos a la costa (y algunos no tan cercanos) a huir. Adalgís, abad del monasterio de Palnat o Palmat en Perigord, para prevenir la desolación de su monasterio decidió retirarse con sus monjes a un lugar menos expuesto y Ramón I de Tolosa le ofreció un lugar en sus estados dándole tierras para fundar un nuevo monasterio. El abad fue a Tolosa y en una asamblea presidida por Helisacar, obispo de la ciudad de Rodés, se acordó que el monasterio fuera fundado en Vabres, en el condado de Roergue, a las orillas del Dourdon, cerca del límite con el Albigense. Adalgís fue a este lugar donde construyó una iglesia bajo advocación de la Virgen, de San Pedro, de San Denís y otros santos; poco después un eclesiástico del país, Roland, ahijado y clérigo o cura del conde Ramón, hizo una donación considerable al monasterio y abrazó el estado religioso y fue abad después de Adalgís. Otro discípulo de este fue Jorge, antes religioso de Conques, también en Roergue, que después fue obispo de Lodeva y es considerado santo.
Ramon pidió confirmación del monasterio al rey Carlos, que la concedió el 19 de julio del 862, cogiendo el monasterio bajo su protección especial. en este diploma se comprueba, igual que en otras, que Carlos databa su reinado desde el assamblea de Quierzy del 838 donde fue coronado rey de Neustria, y en 862 era su vigesimocuarto año como contribución a la fundación el rey dio cuatro libras de plata. A su regreso, Ramon y su esposa Berta dotaron al monasterio con varias tierras a Roergue y unos cuantos siervos para cultivarlas; en la carta Ramon hace la donación por la salud de su alma, de la de su padre Fulcoald y de su madre Senegunda, y de su hermano, y ponía el monasterio bajo protección, para después de su muerte, de sus hijos Bernardo II de Tolosa, Fulcoald de Limoges y Odón que subscribían la carta; el hijo Bernardo ya es mencionado como conde, lo que hace pensar que habría ya recibido o bien el condado de Roergue o el de Carcí aún viviendo su padre, con el consentimiento real; un cuarto hijo, Arberto o Ariberto, dedicado desde joven a la religión, fue monje de Vabres cogiendo el nombre de Benet; firman el documento Helizacar, obispo de Rodès, Bigó vizconde (de Rouergue más probablemente que de Tolosa) y otros magnates.
Tiempo después el monasterio fue sometido al monasterio de San Víctor de Marsella; en el siglo XIV fue erigido en obispado por el papa Juan XXII (1316-1334).